# Sherlock (album)
Sherlock is een minialbum van de Zuid-Koreaanse boyband SHINee. Het album is op 21 maart 2012 uitgebracht door S.M. Entertainment. 

## Tracklijst
| Tracknummer | Naam                        | Lengte |
| ----------- | --------------------------- | ------ |
| 1           | Sherlock (셜록) (Clue+Note) | 3:57   |
| 2           | Clue                        | 3:37   |
| 3           | Note                        | 2:45   |
| 4           | Alarm Clock (알람시계)      | 3:59   |
| 5           | The Reason                  | 4:16   |
| 6           | Stranger (낯선자)           | 3:12   |
| 7           | Honesty (늘 그자리에)       | 3:51   |
|             | Digital Booklet - Sherlock  | --     |